# Råsted Kirke (Randers Kommune)
 For alternative betydninger, se Råsted Kirke. (Se også artikler, som begynder med Råsted Kirke)
Råsted Kirke er sognekirken i Råsted Sogn, Randers Søndre Provsti i Århus Stift.
Den ligger i landsbyen Råsted lidt nord for Randers i Randers Kommune; indtil Kommunalreformen i 1970 lå den i Støvring Herred i Randers Amt.

## Beskrivelse af kirken
Det romanske kor og skib er overvejende opført af kridtstenskvadre. Koret har flad østafslutning og er opført af kridtsten på skråkantsokkel med hjørnelisener og buefrise. Skibet har hjørnelisener, buefriser og sydportal af kridtsten mens murene er bygget af rå granit. De romanske vinduer er bevaret i korets sydmur samt korets og skibets nordmur. De romanske vinduer og den bevarede sydportal har søjlestave med foldekapitæler af engelsk-normannisk type. Våbenhuset er opført i sengotisk tid, tårnet lidt senere. Tårnet har haft vestportal, som nu er tilmuret. Kirken gennemgik en hovedistandsættelse i 1938.
Den oprindelig korbue med kragsten er bevaret. I 1936 afdækkede man kalkmalerierne på triumfvæggen og i koret, som dateres til omkring 1125. De blev restaureret 1939-42 af Egmont Lind. Kalkmalerierne tillægges det såkaldte Råsted-værksted og blev først kalket over i 1665. Langs skibets nord- og sydvæg var stenkonsoller, man kunne sidde på, ellers stod man op. I nyere tid har man genetableret det oprindelige flade loft. En tidligere renæssancealtertavle står nu i Skibsted Kirke, Rebild Kommune. Den blev i 1944 erstattet af et senmiddelalderligt krucifiks fra Nationalmuseet. Den romanske granitfont har glat kumme.
Koret kan deles i længdeaksen øst-vest, mod nord Julen (fødslen), mod syd Påsken (døden). På vestvæggen mod nord begynder en billedfrise med Bebudelsen. Derefter fortsætter frisen på nordvæggen med Besøgelsen og Fødslen, hvor der er kontakt mellem barn og moder, hvilket kom ind i ikonografien omkring 1200, i de tidlige fødselsscener er der ingen kontakt mellem mor og barn. Dernæst følger Josef i en selvstændig arkade og inden vinduet slutter frisen med Kongernes tilbedelse, her ses den tronende Maria med Jesusbarnet, hun er ved at blive et Kristusbillede. Efter vinduet kommer Kongerne hos Herodes. I datidens Herodesspil spørger Herodes kongerne 'Quem Quivitis' (:hvem søger I). I Kvinderne ved graven spørger englen kvinderne på samme måde 'Quem Quivitis' (:hvem søger I). Dette motiv er placeret over for Kongerne hos Herodes.
På østvæggen nord for alteret ses Barnemordet, her er mange sværd. I kongerne hos Herodes og i Barnemordet ses Herodes siddende på en stol med dragehoveder, som ses i flere samtidige udsmykninger på egnen.
På Hjerl Hede Frilandsmuseum har man bygget en kopi af en middelalderkirke efter model af Tjørring Kirke ved Herning. Motiverne er fra Råsted Kirke og malet indvendigt med den teknik, som man mener middelalderens malere har brugt. I denne kopi kan man se de stærke farver, som middelalderens menighed så i deres kirker.

## Galleri
| - Kalkmalerier - Triumfvæggen, Traditio Legis, nøgleoverrækkelsen el. lovens overgivelse/overdragelse, Kristus fremstillet som lovgiver. - Kopi af Triumfvæggen på Hjerl Hede med stærke farver - Korets østvæg med Korsfæstelsen |